# Daniel Rocha (actor colombiano)
Daniel Rocha (Bogotá, 20 de abril de 1961) es un actor colombiano de cine, teatro y televisión.

## Carrera
Rocha empezó a formarse como actor desde los trece años. Tras realizar algunos estudios en Europa, regresó a Colombia en 1988, realizando su primer papel en la televisión colombiana un año después en Mujeres. Acto seguido participó en producciones como Tío Manuel, La locha, El carretero, La alternativa del escorpión, OK TV y Corazones de fuego.
En 1993 debutó en cine en la película de Felipe Aljure La gente de la Universal.  Retornó a la gran pantalla en Posición viciada de 1997. En la década de 2000 apareció en producciones para televisión como María Madrugada, Mesa para tres, El baile de la vida, Montecristo y La dama de Troya, y en películas como Te busco, El colombian dream y La sombra del caminante.
Inició la década de 2010 interpretando el papel del doctor Abelardo Mujica en Bella calamidades, y apareció en otras series como Amar y temer, Escobar, el patrón del mal, Pobres Rico y Crónicas de un sueño.

## Filmografía

### Televisión
- 1989 - Mujeres
- 1990 - Tío Manuel
- 1990 - La locha
- 1990 - El carretero
- 1991 - La alternativa del escorpión
- 1991 - N.N
- 1992 - OK TV
- 1992 - Corazones de fuego
- 1993 - Vuelo secreto
- 1994 - La ley de la calle
- 1995 - Sabor a limón
- 1997 - Los pícaros del calvario
- 1998 - La madre
- 2000 - La reina de Queens
- 2000 - Rauzán
- 2002 - María Madrugada
- 2004 - Mesa para tres
- 2005 - El baile de la vida
- 2007 - Montecristo
- 2007 - El ventilador
- 2007 - Mujeres asesinas
- 2008 - La dama de Troya
- 2008 - Sin retorno
- 2010 - Bella Calamidades
- 2011 - Amar y temer
- 2012 - Escobar, el patrón del mal
- 2012 - Pobres Rico
- 2013 - Tres Caínes
- 2013 - Alias el Mexicano
- 2014 - Crónicas de un sueño
- 2016 - Cuando vivas conmigo[5]
- 2021 - Enfermeras
- 2021 - Lala's Spa
- 2022 - Te la dedico

### Cine
- 1993 - La gente de la Universal
- 1997 - Posición viciada
- 2001 - La puerta falsa (corto)
- 2002 - Te busco
- 2004 - La sombra del caminante
- 2005 - El colombian dream
- 2007 - Los fantasmas del DAS
- 2008 - Ni te cases ni te embarques
- 2012 - La captura